# Kingsbury Episcopi
Kingsbury Episcopi is een civil parish in het bestuurlijke gebied South Somerset, in het Engelse graafschap Somerset met 1307 inwoners.